# Pierre Noblet (pilote automobile)
Pour les articles homonymes, voir Noblet et Pierre Noblet.
 (septembre 2019).
Si vous disposez d'ouvrages ou d'articles de référence ou si vous connaissez des sites web de qualité traitant du thème abordé ici, merci de compléter l'article en donnant les références utiles à sa vérifiabilité et en les liant à la section « Notes et références ».
Pas d'image ? Cliquez ici
Pierre Noblet était un pilote automobile français, sur circuits, et en rallyes, né le 18 décembre 1921 à Croix (Nord) et mort le 6 mai 2014 à Roubaix.

## Biographie
Industriel français du Nord.
Amateur de sport automobile, il participa à de nombreuses courses avec entre autres plusieurs participations aux 24 Heures du Mans entre 1960 et 1966. Il utilisa certaines fois le pseudonyme "Pertin". 
Durant ses années de compétition, il fit l'acquisition de Ferrari parmi lesquelles deux 250 GT Châssis court et une 250 GTO en 1962.
Remarque : Ses liens avec l'écurie Francorchamps font qu'il est souvent considéré à tort comme un pilote belge.

## Palmarès

### Victoires, places d'honneur et autres participations
Circuits:
- 24 Heures du Mans 1960, 6e au Général, avec Léon Dernier pour l'Écurie Francorchamps sur Ferrari 250 GT berlinette châssis court;
- 24 Heures du Mans 1961, 3e au Général et 1er en GT, avec Jean Guichet sur Ferrari 250 GT berlinette châssis court;
- GP de Spa Francorchamps 1961, 4e,  sur Ferrari 250 GT berlinette châssis court;
- Monza, Coppa Inter Europa 1961, 1er Général,   sur Ferrari 250 GT berlinette châssis court;
- 24 Heures du Mans 1962, 2e au Général et 1re en GT, avec Jean Guichet sur Ferrari 250 GTO;
- 500 km de Spa Francorchamps 1962, 2e au Général,  sur Ferrari 250 GT berlinette châssis court;
- 24 Heures du Mans 1963, (ab), avec Jean Guichet sur |Ferrari 330 LMB ;
- GP de Spa Francorchamps 1963, 2e au général, sur Ferrari 250 GTO;
- 12 Heures de Reims 1963, 13e au général,sur Ferrari 250 GTO;
- 1000 km du Nürburgring 1963, 2e au Général et 1er en GT, avec Jean Guichet sur Ferrari 250 GTO;
- 6 Heures de Dakar 1963, 1er au Général, avec Jean Guichet sur Ferrari 250 GTO;
- 24 Heures du Mans 1964, 14e au général, avec Edgar Berney sur |Iso Grifo A3C;
- 500 km de Spa Francorchamps 1964, 13e au général, sur Ferrari 250 GTO;
- 6 Heures de Dakar 1964, 1er au Général et Classe, avec Jean Guichet sur Ferrari 250 GTO;
- 24 Heures du Mans 1966, 10e au général et 2e en GT, avec Claude Dubois pour l'Écurie Francorchamps sur |Ferrari 275 GTB ;

Rallye (route et circuits):
- Tour de France automobile 1961, 3e en Tourisme, avec Maurice Trintignant sur Ferrari 250 GT berlinette châssis court;

## Ses Ferrari
- 250 Mille Miglia berlinetta PininFarina (#0310MM);
- 250 GT châssis long (#0619GT et #0805GT);
- 250 GT châssis court (#2021GT et #2689GT);
- 250 GTO (#3943 GT).

Nota : Ce n'est pas avec celle-ci qu'il remporta les 24 Heures du Mans 1962 mais avec celle de Guichet (#3705 GT).